# UCI Europa Tour 2010-2011
L'UCI Europa Tour 2010-2011 va ser la setena edició de l'UCI Europa Tour, un dels cinc circuits continentals de ciclisme de la Unió Ciclista Internacional. Estava formada per més de 300 proves, organitzades del 28 d'octubre de 2010 al 16 d'octubre de 2011 a Europa.

## Evolució del calendari

### Octubre 2010
| Data  | Cursa           | País    | Cat. | Vencedor       | Equip     |
| ----- | --------------- | ------- | ---- | -------------- | --------- |
| 28-31 | Tour de Màrmara | Turquia | 2.2  | Kemal Küçükbay | Brisaspor |

### Novembre 2010
| Data | Cursa         | País    | Cat. | Vencedor     | Equip           |
| ---- | ------------- | ------- | ---- | ------------ | --------------- |
| 4-7  | Tour d'Alanya | Turquia | 2.2  | Nikias Arndt | LKT Brandenburg |

### Gener
| Data  | Cursa                                      | País   | Cat. | Vencedor            | Equip      |
| ----- | ------------------------------------------ | ------ | ---- | ------------------- | ---------- |
| 28-30 | Giro de la Província de Reggio de Calàbria | Itàlia | 2.1  | Daniele Pietropolli | Lampre-ISD |
| 30    | Gran Premi d'Obertura La Marseillaise      | França | 1.1  | Jérémy Roy          | FDJ        |

### Febrer
| Data  | Cursa                               | País          | Cat. | Vencedor            | Equip                   |
| ----- | ----------------------------------- | ------------- | ---- | ------------------- | ----------------------- |
| 2-6   | Étoile de Bessèges                  | França        | 2.1  | Anthony Ravard      | AG2R La Mondiale        |
| 5     | Gran Premi de la costa dels Etruscs | Itàlia        | 1.1  | Elia Viviani        | Liquigas-Cannondale     |
| 6     | Trofeu Palma                        | Espanya       | 1.1  | Tyler Farrar        | Garmin-Cervélo          |
| 7     | Trofeu Cala Millor                  | Espanya       | 1.1  | Tyler Farrar        | Garmin-Cervélo          |
| 8     | Trofeu Inca                         | Espanya       | 1.1  | Ben Hermans         | RadioShack              |
| 9     | Trofeu Deià                         | Espanya       | 1.1  | José Joaquín Rojas  | Team Movistar           |
| 9-13  | Tour del Mediterrani                | França        | 2.1  | David Moncoutié     | Cofidis                 |
| 10    | Magaluf-Palmanova                   | Espanya       | 1.1  | Murilo Fischer      | Garmin-Cervélo          |
| 16–20 | Volta a l'Algarve                   | Portugal      | 2.1  | Tony Martin         | HTC-Highroad            |
| 19    | Trofeu Laigueglia                   | Itàlia        | 1.1  | Daniele Pietropolli | Lampre-ISD              |
| 19–20 | Tour de l'Alt Var                   | França        | 2.1  | Thomas Voeckler     | Team Europcar           |
| 20-24 | Volta a Andalusia                   | Espanya       | 2.1  | Markel Irizar       | RadioShack              |
| 20-26 | Giro de Sardenya                    | Itàlia        | 2.1  | Peter Sagan         | Liquigas-Cannondale     |
| 26    | Beverbeek Classic                   | Bèlgica       | 1.2  | Evert Verbist       | Verandas Willems-Accent |
| 26    | Ster van Zwolle                     | Països Baixos | 1.2  | Barry Markus        | Rabobank Continental    |
| 26    | Omloop Het Nieuwsblad               | Bèlgica       | 1.HC | Sebastian Langeveld | Rabobank                |
| 27    | Boucles del Sud Ardecha             | França        | 1.1  | Arthur Vichot       | FDJ                     |
| 27    | Clàssica d'Almeria                  | Espanya       | 1.HC | Matteo Pelucchi     | Geox-TMC                |
| 27    | Kuurne-Brussel·les-Kuurne           | Bèlgica       | 1.1  | Christopher Sutton  | Team Sky                |
| 27    | Gran Premi de Lugano                | Suïssa        | 1.1  | Ivan Basso          | Liquigas-Cannondale     |
| 27    | Clàssica Sarda                      | Itàlia        | 1.1  | Pavel Brutt         | Team Katusha            |

### Març
| Data  | Cursa                                           | País          | Cat. | Vencedor            | Equip                              |
| ----- | ----------------------------------------------- | ------------- | ---- | ------------------- | ---------------------------------- |
| 2     | Le Samyn                                        | Bèlgica       | 1.1  | Dominic Klemme      | Leopard-Trek                       |
| 3     | Giro del Friül                                  | Itàlia        | 1.1  | José Serpa          | Androni Giocattoli                 |
| 4-6   | Volta a Múrcia                                  | Espanya       | 2.1  | Jérôme Coppel       | Saur-Sojasun                       |
| 4-6   | Tres dies de Flandes Occidental                 | Bèlgica       | 2.1  | Jesse Sergent       | RadioShack                         |
| 5     | Monte Paschi Strade Bianche                     | Itàlia        | 1.1  | Philippe Gilbert    | Omega Pharma-Lotto                 |
| 5     | Fletxa flamenca                                 | Bèlgica       | 1.2  | Frédéric Amorison   | Landbouwkrediet                    |
| 6     | Trofeu Zssdi                                    | Itàlia        | 1.2  | Enrico Battaglin    | Zalf Désirée Fior                  |
| 6     | Gran Premi de Lillers-Souvenir Bruno Comini     | França        | 1.2  | Denis Flahaut       | Roubaix Lille Métropole            |
| 13    | Trofeu Franco Balestra                          | Itàlia        | 1.2  | Alessandro Mazzi    | Petroli Firenze                    |
| 13    | París-Troyes                                    | França        | 1.2  | Jonathan Hivert     | Saur-Sojasun                       |
| 13    | Circuit del País de Waes                        | Bèlgica       | 1.2  | Aidis Kruopis       | Landbouwkrediet                    |
| 13    | Poreč Trophy                                    | Croàcia       | 1.2  | Blaž Jarc           | Adria Mobil                        |
| 13    | Kattekoers                                      | Bèlgica       | 1.2  | Jonas Van Genechten | Wallonie Bruxelles-Crédit agricole |
| 13    | Dorpenomloop Rucphen                            | Països Baixos | 1.2  | Barry Markus        | Rabobank Continental               |
| 16    | Nokere Koerse                                   | Bèlgica       | 1.1  | Gert Steegmans      | Quick Step                         |
| 17–20 | Istrian Spring Trophy                           | Croàcia       | 2.2  | Robert Vrečer       | Perutnina Ptuj                     |
| 18    | Handzame Classic                                | Bèlgica       | 1.1  | Steve Schets        | Donckers Koffie-Jelly Belly        |
| 19    | Clàssica Loira Atlàntic                         | França        | 1.1  | Lieuwe Westra       | Vacansoleil-DCM                    |
| 20    | Gran Premi Cholet-País del Loira                | França        | 1.1  | Thomas Voeckler     | Team Europcar                      |
| 20    | Gran Premi San Giuseppe                         | Itàlia        | 1.2  | Enrico Battaglin    | Zalf Désirée Fior                  |
| 20    | La Roue Tourangelle                             | França        | 1.2  | David Veilleux      | Team Europcar                      |
| 21–27 | Tour de Normandia                               | França        | 2.2  | Alexandre Blain     | Endura Racing                      |
| 22-26 | Setmana Internacional de Coppi i Bartali        | Itàlia        | 2.1  | Emanuele Sella      | Androni Giocattoli                 |
| 23    | A través de Flandes                             | Bèlgica       | 1.1  | Nick Nuyens         | Saxo Bank-Sungard                  |
| 25-27 | Grande Prémio Crédito Agrícola de la Costa Azul | Portugal      | 2.2  | Filipe Cardoso      | Barbot-Efapel                      |
| 26    | E3 Harelbeke                                    | Bèlgica       | 1.HC | Fabian Cancellara   | Leopard-Trek                       |
| 26-27 | Critèrium Internacional                         | França        | 2.HC | Fränk Schleck       | Leopard-Trek                       |
| 29–31 | Tres dies de La Panne                           | Bèlgica       | 2.HC | Sébastien Rosseler  | RadioShack                         |

### Abril
| Data  | Cursa                                                | País                 | Cat.   | Vencedor           | Equip                              |
| ----- | ---------------------------------------------------- | -------------------- | ------ | ------------------ | ---------------------------------- |
| 1     | Ruta Adélie de Vitré                                 | França               | 1.1    | Renaud Dion        | Bretagne-Schuller                  |
| 1-3   | Triptyque des Monts et Châteaux                      | Bèlgica              | 2.2    | Tom Dumoulin       | Rabobank Continental               |
| 2     | Hel van het Mergelland                               | Països Baixos        | 1.1    | Pim Ligthart       | Vacansoleil-DCM                    |
| 2     | Gran Premi Miguel Indurain                           | Espanya              | 1.HC   | Samuel Sánchez     | Euskaltel-Euskadi                  |
| 3     | Fletxa d'Émeraude                                    | França               | 1.1    | Tony Gallopin      | Cofidis                            |
| 3     | Gran Premi de la vila de Nogent-sur-Oise             | França               | 1.2    | Aleksei Tsatévitx  | Itera-Katusha                      |
| 3     | Trofeu Piva Banca Popolare                           | Itàlia               | 1.2U   | Richard Lang       | Jayco-AIS                          |
| 5–8   | Circuit de La Sarthe                                 | França               | 2.1    | Anthony Roux       | FDJ                                |
| 6     | Grote Scheldeprijs                                   | Bèlgica              | 1.HC   | Mark Cavendish     | HTC-Highroad                       |
| 6-9   | Cinturó a Mallorca                                   | Espanya              | 2.2    | Iker Camaño        | Endura Racing                      |
| 6–10  | Gran Premi de Sotxi                                  | Rússia               | 2.2    | Björn Schröder     | Nutrixxion Sparkasse               |
| 7     | Gran Premi Pino Cerami                               | Bèlgica              | 1.1    | Bert Scheirlinckx  | Landbouwkrediet                    |
| 8–10  | Circuit de les Ardenes                               | França               | 2.2    | Gianni Meersman    | FDJ                                |
| 9     | Trofeu Edil C                                        | Itàlia               | 1.2    | Mattia Pozzo       | Viris Vigevano                     |
| 9     | Tour de Flandes sub-23                               | Bèlgica              | 1.Ncup | Salvatore Puccio   | Equip nacional d'Itàlia            |
| 10    | Klasika Primavera                                    | Espanya              | 1.1    | Jonathan Hivert    | Saur-Sojasun                       |
| 10    | Giro dels Apenins                                    | Itàlia               | 1.1    | Damiano Cunego     | Lampre-ISD                         |
| 12    | París-Camembert                                      | França               | 1.1    | Sandy Casar        | FDJ                                |
| 13    | Fletxa brabançona                                    | Bèlgica              | 1.HC   | Philippe Gilbert   | Omega Pharma-Lotto                 |
| 13    | La Côte Picarde                                      | França               | 1.Ncup | Arnaud Démare      | Equip nacional de França           |
| 13-17 | Volta a Castella i Lleó                              | Espanya              | 2.1    | Xavier Tondo       | Movistar Team                      |
| 13-17 | Tour de Loir i Cher                                  | França               | 2.2    | Anthony Saux       | UC Nantes Atlantique               |
| 13-17 | Volta a Grècia                                       | Grècia               | 2.2    | Stefan Schäfer     | LKT Brandenburg                    |
| 14    | Gran Premi de Denain                                 | França               | 1.1    | Jimmy Casper       | Saur-Sojasun                       |
| 15-16 | Tour de Drenthe                                      | Països Baixos        | 1.1    | Kenny van Hummel   | Skil-Shimano                       |
| 16    | Tour de Finisterre                                   | França               | 1.1    | Romain Feillu      | Vacansoleil-DCM                    |
| 16    | Lieja-Bastogne-Lieja sub-23                          | Bèlgica              | 1.2U   | Tosh Van der Sande | Omega Pharma-Lotto Davo            |
| 16    | ZLM Tour                                             | Països Baixos        | 1.Ncup | Luke Rowe          | Equip nacional del Regne Unit      |
| 17    | Tro Bro Leon                                         | França               | 1.1    | Vincent Jérôme     | Team Europcar                      |
| 17    | Zellik-Galmaarden                                    | Bèlgica              | 1.2    | Gaëtan Bille       | Wallonie Bruxelles-Crédit Agricole |
| 17    | East Midlands International Cicle Classic            | Regne Unit           | 1.2    | Zakkari Dempster   | Rapha Condor-Sharp                 |
| 17    | Gran Premi de Donetsk                                | Ucraïna              | 1.2    | Iuri Agàrkov       | ISD-Lampre Continental             |
| 19-22 | Giro del Trentino                                    | Itàlia               | 2.HC   | Michele Scarponi   | Lampre-ISD                         |
| 19-23 | Toscana-Terra de ciclisme                            | Itàlia               | 2.Ncup | Georg Preidler     | Equip nacional d'Àustria           |
| 20-24 | Gran Premi d'Adiguèsia                               | Rússia               | 2.2    | Kirill Sinitsyn    | Sibir                              |
| 23    | Gran Premi Herning                                   | Dinamarca            | 1.1    | Troels Vinther     | Glud & Marstrand-LRØ               |
| 23    | Gran Premi de Llodio                                 | Espanya              | 1.1    | Santiago Pérez     | Barbot-Efapel                      |
| 23    | Banja Luka-Belgrad I                                 | Bòsnia i Hercegovina | 1.2    | Krisztian Lovassy  | Ora Hotels Carrera                 |
| 23    | Arno Wallaard Memorial                               | Països Baixos        | 1.2    | Arne Hassink       | TT Raiko Argon 18                  |
| 24    | Volta a La Rioja                                     | Espanya              | 1.1    | Imanol Erviti      | Team Movistar                      |
| 24    | París-Mantes-en-Yvelines                             | França               | 1.2    | Pierre Drancourt   | ESEG Douai                         |
| 24    | Himmerland Rundt                                     | Dinamarca            | 1.2    | Michael Reihs      | Christina Watches-Onfone           |
| 24    | Banja Luka-Belgrad II                                | Sèrbia               | 1.2    | Matija Kvasina     | Loborika Favorit                   |
| 24-1  | Volta a Turquia                                      | Turquia              | 2.HC   | Alexandr Iefimkin  | Type 1-Sanofi Aventis              |
| 25    | Volta a Colònia                                      | Alemanya             | 1.1    | Michael Matthews   | Rabobank                           |
| 25    | Volta a Holanda del Nord                             | Països Baixos        | 1.2    | Niels Wytinck      | Colba-Mercury                      |
| 25    | Gran Premi della Liberazione                         | Itàlia               | 1.2U   | Matteo Trentin     | Brilla-Pasta Montegrappa           |
| 25    | Giro del Belvedere                                   | Itàlia               | 1.2U   | Nicola Boem        | Zalf Désirée Fior                  |
| 25–1  | Tour de Bretanya                                     | França               | 2.2    | Péter Kusztor      | Atlas Personal                     |
| 26    | Gran Premi Palio del Recioto                         | Itàlia               | 1.2U   | Georg Preidler     | Tyrol Team                         |
| 28-2  | Volta a Astúries                                     | Espanya              | 2.1    | Javier Moreno      | Caja Rural                         |
| 30    | Gran Premi de la Indústria i l'Artesanat de Larciano | Itàlia               | 1.1    | Ángel Vicioso      | Androni Giocattoli                 |
| 30    | Mayor Cup                                            | Rússia               | 1.2    | Ivan Stević        | Partizan Powermove                 |

### Maig
| Data  | Cursa                                                   | País          | Cat. | Vencedor             | Equip                      |
| ----- | ------------------------------------------------------- | ------------- | ---- | -------------------- | -------------------------- |
| 1     | Gran Premi de Frankfurt                                 | Alemanya      | 1.HC | John Degenkolb       | HTC-Highroad               |
| 1     | Gran Premi de Frankfurt sub-23                          | Alemanya      | 1.2U | Patrick Bercz        | Team NRW                   |
| 1     | Memorial Andrzej Trochanowski                           | Polònia       | 1.2  | André Schulze        | CCC Polsat Polkowice       |
| 1     | Gran Premi del 1r de maig - Premi d'honor Vic de Bruyne | Bèlgica       | 1.2  | Aidis Kruopis        | Landbouwkrediet            |
| 1     | Circuit del Porto                                       | Itàlia        | 1.2  | Cristian Rossi       | Casati Named               |
| 1     | Memorial Oleg Diatxenko                                 | Rússia        | 1.2  | Dmitri Kossiakov     | Itera-Katusha              |
| 2     | Gran Premi de Moscou                                    | Rússia        | 1.2  | Oleksandr Martynenko | ISD-Lampre Continental     |
| 4-7   | Giro del Friül-Venècia Júlia                            | Itàlia        | 2.2  | Matteo Busato        | Zalf Désirée Fior          |
| 4–8   | Quatre dies de Dunkerque                                | França        | 2.HC | Thomas Voeckler      | Team Europcar              |
| 5–9   | Cinc anells de Moscou                                   | Rússia        | 2.2  | Serguei Firsànov     | Itera-Katusha              |
| 6-8   | Szlakiem Grodów Piastowskich                            | Polònia       | 2.1  | Robert Vrečer        | Perutnina Ptuj             |
| 7     | Tour d'Overijssel                                       | Països Baixos | 1.2  | Wouter Haan          | Ruiter-Dakkapellen         |
| 7-8   | Volta a la comunitat de Madrid                          | Espanya       | 2.1  | Rui Costa            | Team Movistar              |
| 8     | Circuit de Valònia                                      | Bèlgica       | 1.2  | Diego Tamayo         | WIT                        |
| 8     | Gran Premi de la Indústria del marbre                   | Itàlia        | 1.2  | Rafael Andriato      | Petroli Firenze            |
| 8     | Omloop der Kempen                                       | Països Baixos | 1.2  | Jos Pronk            | Ruiter-Dakkapellen         |
| 12-15 | Roine-Alps Isera Tour                                   | França        | 2.2  | Sylvain Georges      | Big Mat-Auber 93           |
| 13-15 | Tour de Picardia                                        | França        | 2.1  | Romain Feillu        | Vacansoleil-DCM            |
| 14    | Scandinavian Race Uppsala                               | Suècia        | 1.2  | Andžs Flaksis        | Rietumu-Delfin             |
| 16–21 | Olympia's Tour                                          | Països Baixos | 2.2  | Jetse Bol            | Rabobank Continental       |
| 18-22 | Circuit de Lorena                                       | França        | 2.1  | Anthony Roux         | FDJ                        |
| 20    | Gran Premi de Jurmala                                   | Letònia       | 1.1  | Jaan Kirsipuu        | Champion System            |
| 20-22 | Ronda de l'Isard d'Arieja                               | França        | 2.2U | Kenny Elissonde      | CC Étupes                  |
| 22    | ProRace Berlín                                          | Alemanya      | 1.2  | Marcel Kittel        | Skil-Shimano               |
| 22-29 | An Post Rás                                             | Irlanda       | 2.2  | Gediminas Bagdonas   | An Post-Sean Kelly         |
| 25-29 | Volta a Bèlgica                                         | Bèlgica       | 2.HC | Philippe Gilbert     | Omega Pharma-Lotto         |
| 25-29 | Volta a Baviera                                         | Alemanya      | 2.HC | Geraint Thomas       | Team Sky                   |
| 26-29 | Tour de Tràcia                                          | Turquia       | 2.2  | Andreas Keuser       | Worldofbike.gr             |
| 27    | Gran Premi de Tallinn-Tartu                             | Estònia       | 1.1  | Angelo Furlan        | Christina Watches-Onfone   |
| 27-29 | Tour de Gironda                                         | França        | 2.2  | Julien Foisnet       | Véranda Rideau Sarthe 72   |
| 28    | Gran Premi de Plumelec-Morbihan                         | França        | 1.1  | Sylvain Georges      | Big Mat-Auber 93           |
| 28    | SEB Tartu GP                                            | Estònia       | 1.1  | Jean-Eudes Demaret   | Cofidis                    |
| 29    | Rogaland Grand Prix                                     | Noruega       | 1.1  | Frederik Wilmann     | Joker Merida               |
| 29    | Boucles de l'Aulne                                      | França        | 1.1  | Sébastien Hinault    | Vacansoleil-DCM            |
| 29    | París-Roubaix sub-23                                    | França        | 1.2U | Ramon Sinkeldam      | Rabobank Continental       |
| 29    | Trofeu Ciutat de San Vendemiano                         | Itàlia        | 1.2U | Michele Gazzara      | Trevigiani Dynamon Bottoli |

### Juny
| Data  | Cursa                                        | País          | Cat. | Vencedor            | Equip                           |
| ----- | -------------------------------------------- | ------------- | ---- | ------------------- | ------------------------------- |
| 1-4   | Tour de Berlín                               | Alemanya      | 2.2U | Jasha Sütterlin     | Thüringer Energie               |
| 1-5   | Volta a Noruega                              | Noruega       | 2.2  | Wilco Kelderman     | Rabobank Continental            |
| 1-5   | Volta a Luxemburg                            | Luxemburg     | 2.HC | Linus Gerdemann     | Leopard-Trek                    |
| 2     | Trofeu Alcide Degasperi                      | Itàlia        | 1.2  | Matteo Trentin      | Brilla-Pasta MontegrappaBottoli |
| 2-5   | Tour d'Isparta                               | Turquia       | 2.2  | Mustafa Sayar       | Konya Torku Şeker Spor-Vivelo   |
| 4-11  | Volta a Romania                              | Romania       | 2.2  | Andrei Nechita      | Equip nacional de Romania       |
| 4-11  | Volta a Eslovàquia                           | Eslovàquia    | 2.2  | Nikita Novikov      | Itera-Katusha                   |
| 5     | Gran Premi del cantó d'Argòvia               | Suïssa        | 1.1  | Michael Albasini    | Equip nacional de Suïssa        |
| 5     | Memorial Philippe van Coningsloo             | Bèlgica       | 1.2  | Andrew Fenn         | An Post-Sean Kelly              |
| 5     | Copa de la Pau                               | Itàlia        | 1.2  | Andrei Soloménnikov | Itera-Katusha                   |
| 5     | Tour de Rijke                                | Països Baixos | 1.1  | Theo Bos            | Rabobank                        |
| 8-12  | Carpathia Couriers Path                      | Polònia       | 2.2U | Paweł Bernas        | Kellys GKS Cartusia Kartuzy     |
| 9-12  | Volta a l'Alentejo                           | Portugal      | 2.2  | Evaldas Šiškevičius | Vélo-Club La Pomme Marseille    |
| 9-12  | Ronda de l'Oise                              | França        | 2.2  | Gediminas Bagdonas  | An Post-Sean Kelly              |
| 9–13  | Fletxa del Sud                               | Luxemburg     | 2.2  | Lasse Bøchman       | Glud & Marstrand-LRØ            |
| 10-12 | Delta Tour Zeeland                           | Països Baixos | 2.1  | Marcel Kittel       | Skil-Shimano                    |
| 10-19 | Girobio                                      | Itàlia        | 2.2  | Mattia Cattaneo     | Trevigiani Dynamon Bottoli      |
| 12    | Neuseen Classics – Rund um die Braunkohle    | Alemanya      | 1.1  | André Schulze       | CCC Polsat Polkowice            |
| 12    | Val d'Ille U Classic 35                      | França        | 1.2  | Guillaume Louyest   | Sojasun espoir-ACNC             |
| 12    | Gran Premi Raiffeisen                        | Àustria       | 1.2  | Tomislav Dančulović | Loborika Favorit                |
| 13-19 | Volta a Sèrbia                               | Sèrbia        | 2.1  | Ivan Stević         | Partizan Powermove              |
| 13-19 | Volta a Turíngia                             | Alemanya      | 2.2U | Wilco Kelderman     | Rabobank Continental            |
| 15-19 | Ster ZLM Toer                                | Països Baixos | 2.1  | Philippe Gilbert    | Omega Pharma-Lotto              |
| 16-18 | Małopolski Wyścig Górski                     | Polònia       | 2.2  | Tomasz Marczyński   | CCC Polsat Polkowice            |
| 16-19 | Volta a Eslovènia                            | Eslovènia     | 2.1  | Diego Ulissi        | Lampre-ISD                      |
| 16-19 | Ruta del Sud                                 | França        | 2.1  | Vassil Kirienka     | Team Movistar                   |
| 16-19 | Boucles de la Mayenne                        | França        | 2.2  | Jimmy Casper        | Saur-Sojasun                    |
| 16-19 | Tour del País de Savoia                      | França        | 2.2  | Nikita Novikov      | Itera-Katusha                   |
| 17–19 | Oberösterreichrundfahrt                      | Àustria       | 2.2  | Petr Benčík         | PSK Whirlpool-Author            |
| 19    | Giro de Toscana                              | Itàlia        | 1.1  | Daniel Martin       | Garmin-Cervélo                  |
| 19    | Fletxa ardenesa                              | Bèlgica       | 1.2  | Zico Waeytens       | Omega Pharma-Lotto Davo         |
| 22    | Halle-Ingooigem                              | Bèlgica       | 1.1  | Roy Curvers         | Skil-Shimano                    |
| 29    | Internationale Wielertrofee Jong Maar Moedig | Bèlgica       | 1.2  | Bert Scheirlinckx   | Landbouwkrediet                 |
| 29-2  | Cursa de Solidarność i els Atletes Olímpics  | Polònia       | 2.1  | Marcin Sapa         | Polska Szosowa                  |
| 30-3  | Tour de Capadòcia                            | Turquia       | 2.1  | Mert Mutlu          | Brisaspor                       |

### Juliol
| Data  | Cursa                                        | País      | Cat. | Vencedor             | Equip                        |
| ----- | -------------------------------------------- | --------- | ---- | -------------------- | ---------------------------- |
| 2     | Gran Premi Kranj                             | Eslovènia | 1.1  | Simone Ponzi         | Liquigas-Cannondale          |
| 2     | Circuit Het Nieuwsblad sub-23                | Bèlgica   | 1.2  | Tom Van Asbroeck     | Van Der Vurst                |
| 3     | Dwars door het Hageland                      | Bèlgica   | 1.2  | Grégory Habeaux      | Verandas Willems-Accent      |
| 3–10  | Volta a Àustria                              | Àustria   | 2.HC | Fredrik Kessiakoff   | Astana Qazaqstan Team        |
| 6-10  | Sibiu Cycling Tour                           | Romania   | 2.2  | Alessio Marchetti    |                              |
| 7-10  | Trofeu Joaquim Agostinho                     | Portugal  | 2.2  | Ricardo Mestre       | Tavira-Prio                  |
| 7-10  | Volta a la Comunitat de Madrid sub-23        | Espanya   | 2.2  | Bob Rodriguez        | AVC Aix-en-Provence          |
| 7-10  | Volta a la República Txeca                   | Txèquia   | 2.2  | Stanislav Kozubek    | PSK Whirlpool-Author         |
| 10    | La Ronda Pévèloise                           | França    | 1.2  | Arnaud Démare        | CC Nogent-sur-Oise           |
| 10    | Giro del Medio Brenta                        | Itàlia    | 1.2  | Moreno Moser         | Equip nacional d'Itàlia      |
| 11    | Grote Prijs van de Stad Geel                 | Bèlgica   | 1.2  | Sam Bennett          | An Post-Sean Kelly           |
| 15    | GP Nobili Rubinetterie-Coppa Città di Stresa | Itàlia    | 1.1  | Elia Viviani         | Liquigas-Cannondale          |
| 15    | Campionat d'Europa - contrarellotge sub-23   | Itàlia    | CC   | Yoann Paillot        | Equip nacional de França     |
| 16    | GP Nobili Rubinetterie-Coppa Papà Carlo      | Itàlia    | 1.1  | Simone Ponzi         | Liquigas-Cannondale          |
| 17    | Campionat d'Europa - cura en ruta sub-23     | Itàlia    | CC   | Julian Kern          | Equip nacional d'Alemanya    |
| 20–24 | Brixia Tour                                  | Itàlia    | 2.1  | Fortunato Baliani    | D'Angelo & Antenucci-Nippo   |
| 23    | Gran Premi Miskolc                           | Hongria   | 1.2  | Matija Kvasina       | Loborika Favorit             |
| 23-25 | Kreiz Breizh Elites                          | França    | 2.2  | Laurent Pichon       | Bretagne-Schuller            |
| 23-27 | Tour de Valònia                              | Bèlgica   | 2.HC | Greg Van Avermaet    | BMC Racing                   |
| 24    | Gran Premi de la vila de Pérenchies          | França    | 1.2  | Anthony Colin        | Roubaix Lille Métropole      |
| 24    | Gran Premi de Budapest                       | Hongria   | 1.2  | Andris Smirnovs      | Equip nacional de Letònia    |
| 25    | Prova de Villafranca de Ordizia              | Espanya   | 1.1  | Julien Simon         | Saur-Sojasun                 |
| 26-30 | Dookoła Mazowsza                             | Polònia   | 2.2  | Robert Radosz        | BDC                          |
| 27–31 | Tour d'Alsàcia                               | França    | 2.2  | Thibaut Pinot        | FDJ                          |
| 31    | Circuit de Getxo                             | Espanya   | 1.1  | Juan José Lobato     | Andalucía-Caja Granada       |
| 31    | Trofeu Matteotti                             | Itàlia    | 1.1  | Oscar Gatto          | Farnese Vini-Neri Sottoli    |
| 31    | Polynormande                                 | França    | 1.1  | Anthony Delaplace    | Saur-Sojasun                 |
| 31    | Tour de Bochum                               | Alemanya  | 1.1  | Pieter Vanspeybrouck | Topsport Vlaanderen-Mercator |

### Agost
| Data  | Cursa                                                       | País          | Cat. | Vencedor           | Equip                           |
| ----- | ----------------------------------------------------------- | ------------- | ---- | ------------------ | ------------------------------- |
| 2–6   | Volta a Lleó                                                | Espanya       | 2.2  | Marc Goos          | Rabobank Continental            |
| 3–4   | París-Corrèze                                               | França        | 2.1  | Samuel Dumoulin    | Cofidis                         |
| 3-7   | Volta a Burgos                                              | Espanya       | 2.HC | Joaquim Rodríguez  | Team Katusha                    |
| 3-7   | Volta a Dinamarca                                           | Dinamarca     | 2.HC | Simon Gerrans      | Team Sky                        |
| 4-15  | Volta a Portugal                                            | Portugal      | 2.1  | Ricardo Mestre     | Tavira-Prio                     |
| 5     | Gran Premi Folignano                                        | Itàlia        | 1.2  | Kristijan Đurasek  | Loborika Favorit                |
| 6     | Gran Premi de la vila de Camaiore                           | Itàlia        | 1.1  | Fabio Taborre      | Acqua & Sapone                  |
| 6     | Gran Premi Betonexpressz 2000                               | Hongria       | 1.1  | Martin Schöffmann  | WSA-Viperbike Kärnten           |
| 7     | Fletxa del port d'Anvers                                    | Bèlgica       | 1.2  | Pirmin Lang        | Atlas Personal                  |
| 7     | Trofeu internacional Bastianelli                            | Itàlia        | 1.2  | Kristijan Đurasek  | Loborika Favorit                |
| 9–13  | Tour de l'Ain                                               | França        | 2.1  | David Moncoutié    | Cofidis                         |
| 10–13 | Tour de Szeklerland                                         | Romania       | 2.2  | Florian Bissinger  | Arbö Gebrüder Weiss-Oberndorfer |
| 11–14 | Mi-Août en Bretagne                                         | França        | 2.2  | Mark McNally       | An Post-Sean Kelly              |
| 13    | Memorial Henryk Łasak                                       | Polònia       | 1.2  | Luka Mezgec        | Sava                            |
| 14    | Copa dels Carpats                                           | Polònia       | 1.2  | Jacek Morajko      | CCC Polsat Polkowice            |
| 14    | Gran Premi de Poggiana                                      | Itàlia        | 1.2U | Mattia Cattaneo    | Trevigiani Dynamon Bottoli      |
| 14    | London-Surrey Cycle Classic                                 | Regne Unit    | 1.2  | Mark Cavendish     | Equip nacional del Regne Unit   |
| 14    | Dwars door de Antwerpse Kempen                              | Bèlgica       | 1.2U | Tom Devriendt      | EFC-Quick Step                  |
| 16    | Gran Premi Capodarco                                        | Itàlia        | 1.2  | Mattia Cattaneo    | Trevigiani Dynamon Bottoli      |
| 16    | Tres Valls Varesines                                        | Itàlia        | 1.HC | Davide Rebellin    | Miche-Guerciotti                |
| 16-19 | Tour del Llemosí                                            | França        | 2.HC | Björn Leukemans    | Vacansoleil-DCM                 |
| 17    | Coppa Agostoni                                              | Itàlia        | 1.1  | Sacha Modolo       | Colnago-CSF Inox                |
| 18    | Coppa Bernocchi                                             | Itàlia        | 1.1  | Yauheni Hutarovich | FDJ                             |
| 19    | Dutch Food Valley Classic                                   | Països Baixos | 1.1  | Theo Bos           | Rabobank ProTeam                |
| 20    | Trofeu Melinda                                              | Itàlia        | 1.1  | Davide Rebellin    | Miche-Guerciotti                |
| 20    | Puchar Ministra Obrony Narodowej                            | Polònia       | 1.2  | Tomasz Kiendyś     | CCC Polsat Polkowice            |
| 21    | Châteauroux Classic de l'Indre                              | França        | 1.1  | Anthony Ravard     | AG2R La Mondiale                |
| 23    | Gran Premi de la vila de Zottegem                           | Bèlgica       | 1.1  | Svein Tuft         | SpiderTech-C10                  |
| 23    | Gran Premi dels Marbrers                                    | França        | 1.2  | Pierre Drancourt   | ESEG Douai                      |
| 23–26 | Tour de Poitou-Charentes                                    | França        | 2.1  | Jesse Sergent      | RadioShack                      |
| 23–28 | Giro de la Vall d'Aosta                                     | Itàlia        | 2.2U | Fabio Aru          | Palazzago                       |
| 24    | Druivenkoers Overijse                                       | Bèlgica       | 1.1  | Björn Leukemans    | Vacansoleil-DCM                 |
| 25    | Gran Premi de la indústria i el comerç artesanal de Carnago | Itàlia        | 1.1  | Giovanni Visconti  | Farnese Vini-Neri Sottoli       |
| 25-28 | Tour of Victory                                             | Turquia       | 2.2  | Nazim Bakırcı      | Brisaspor                       |
| 28    | Copa Sels                                                   | Bèlgica       | 1.1  | Aidis Kruopis      | Landbouwkrediet                 |
| 28    | Ronde van Midden-Nederland                                  | Països Baixos | 1.2  | Wim Stroetinga     | Ubbink-Koga                     |
| 28    | Ljubljana-Zagreb                                            | Eslovènia     | 1.2  | Kristjan Fajt      | Adria Mobil                     |
| 31-3  | Setmana Ciclista Lombarda                                   | Itàlia        | 2.1  | Thibaut Pinot      | FDJ                             |

### Setembre
| Data  | Cursa                                           | País          | Cat.   | Vencedor                          | Equip                      |
| ----- | ----------------------------------------------- | ------------- | ------ | --------------------------------- | -------------------------- |
| 2     | Tour de Vojvodina I                             | Sèrbia        | 1.2    | Gregor Gazvoda                    | Perutnina Ptuj             |
| 3     | Tour de Vojvodina II                            | Sèrbia        | 1.2    | Žolt Der                          | Partizan Powermove         |
| 4     | Tour del Doubs                                  | França        | 1.1    | Arthur Vichot                     | FDJ                        |
| 4     | Giro de la Romanya i Coppa Placci               | Itàlia        | 1.1    | Oscar Gatto                       | Farnese Vini-Neri Sottoli  |
| 4     | Gran Premi Jef Scherens                         | Bèlgica       | 1.1    | Jérôme Pineau                     | Quick Step                 |
| 4     | Memorial Davide Fardelli                        | Itàlia        | 1.2    | Anton Vorobiov                    | Itera-Katusha              |
| 4     | Kernen Omloop Echt-Susteren                     | Països Baixos | 1.2    | Andris Smirnovs                   | Equip nacional de Letònia  |
| 4–11  | Tour de l'Avenir                                | França        | 2.Ncup | Esteban Chaves                    | Equip nacional de Colòmbia |
| 6-10  | Giro de Padània                                 | Itàlia        | 2.1    | Ivan Basso                        | Liquigas-Cannondale}       |
| 7     | Memorial Rik van Steenbergen                    | Bèlgica       | 1.1    | Kenny van Hummel                  | Skil-Shimano               |
| 8-11  | Tour de Màrmara                                 | Turquia       | 2.2    | Ali Rıza Tanrıverdi               | Equip nacional de Turquia  |
| 10    | París-Brussel·les                               | Bèlgica       | 1.HC   | Denís Galimziànov                 | Team Katusha               |
| 11    | Gran Premi de Fourmies                          | França        | 1.HC   | Guillaume Blot                    | Bretagne-Schuller          |
| 11    | Chrono champenois                               | França        | 1.2    | Luke Durbridge                    | Equip nacional d'Austràlia |
| 11-18 | Volta a la Gran Bretanya                        | Regne Unit    | 2.1    | Lars Boom                         | Rabobank ProTeam           |
| 11-18 | Volta a Bulgària                                | Bulgària      | 2.2    | Ivailo Gabrovski                  | CC Nessebar                |
| 14    | Gran Premi de Valònia                           | Bèlgica       | 1.1    | Philippe Gilbert                  | Omega Pharma-Lotto         |
| 16    | Campionat de Flandes                            | Bèlgica       | 1.1    | Marcel Kittel                     | Skil-Shimano               |
| 16    | Gran Premi del Somme                            | França        | 1.1    | Anthony Roux                      | FDJ                        |
| 18    | Gran Premi de la Indústria i el Comerç de Prato | Itàlia        | 1.1    | Peter Sagan                       | Liquigas-Cannondale        |
| 18    | Gran Premi d'Isbergues                          | França        | 1.1    | Jonas Aaen Jørgensen              | Saxo Bank-Sungard          |
| 18    | Gran Premi Impanis-Van Petegem                  | Bèlgica       | 1.1    | Sander Cordeel                    | Colba-Mercury              |
| 18    | Trofeu Gianfranco Bianchin                      | Itàlia        | 1.2    | Moreno Moser                      | Lucchini Maniva Ski        |
| 18    | Duo Normand                                     | França        | 1.1    | Thomas Dekker · Johan Vansummeren | Garmin-Cervélo             |
| 21    | Circuit de Houtland                             | Bèlgica       | 1.1    | Guillaume Van Keirsbulck          | Quick Step                 |
| 24–25 | Tour del Gavaudan Llenguadoc-Rosselló           | França        | 2.2    | Guillaume Levarlet                | Saur-Sojasun               |
| 27    | Ruta d'Or                                       | Itàlia        | 1.2    | Antonio Parrinello                | Hopplà Truck Valdarno      |
| 29-2  | Tour de Valònia Picardia                        | Bèlgica       | 2.1    | Robbie McEwen                     | RadioShack                 |
| 29-2  | Tour de Gal·lípoli                              | Turquia       | 2.2    | Recep Ünalan                      | Manisaspor                 |
| 30-2  | Cinturó de l'Empordà                            | Catalunya     | 2.2    | Paul Voss                         | Endura Racing              |

### Octubre
| Data | Cursa                                    | País     | Cat. | Vencedor           | Equip                 |
| ---- | ---------------------------------------- | -------- | ---- | ------------------ | --------------------- |
| 1    | Memorial Marco Pantani                   | Itàlia   | 1.2  | Fabio Taborre      | Acqua & Sapone        |
| 1    | Petit Giro de Llombardia                 | Itàlia   | 1.2  | Cristiano Monguzzi | Casati NGC Perrel ASD |
| 2    | Tour de Vendée                           | França   | 1.HC | Marco Marcato      | Vacansoleil-DCM       |
| 3    | Tour de Münster                          | Alemanya | 1.1  | Marcel Kittel      | Skil-Shimano}         |
| 4    | Memorial Frank Vandenbroucke             | Bèlgica  | 1.1  | Rüdiger Selig      | Leopard-Trek          |
| 6-9  | Tour d'Alanya                            | Turquia  | 2.2  | Gabor Kasa         | Manisaspor            |
| 6    | Coppa Sabatini                           | Itàlia   | 1.1  | Enrico Battaglin   | Colnago-CSF Inox      |
| 6    | París-Bourges                            | França   | 1.1  | Mathew Hayman      | Team Sky              |
| 8    | Giro de l'Emília                         | Itàlia   | 1.HC | Carlos Betancur    | Acqua & Sapone        |
| 9    | Gran Premi Bruno Beghelli                | Itàlia   | 1.1  | Filippo Pozzato    | Team Katusha          |
| 9    | París-Tours sub-23                       | França   | 1.2U | Fabien Schmidt     | UC Nantes Atlantique  |
| 9    | París-Tours                              | França   | 1.HC | Greg Van Avermaet  | BMC Racing            |
| 11   | Premi Nacional de Clausura               | Bèlgica  | 1.1  | Iauhèn Hutaròvitx  | FDJ                   |
| 13   | Giro del Piemont                         | Itàlia   | 1.1  | Daniel Moreno      | Team Katusha          |
| 16   | Crono de les Nacions-Les Herbiers-Vendée | França   | 1.1  | Tony Martin        | HTC-Highroad          |

### Proves anul·lades
| Data                 | Cursa                            | País          | Cat. | Causa |
| -------------------- | -------------------------------- | ------------- | ---- | ----- |
| 11-13 de febrer      | Giro de la Província de Grosseto | Espanya       | 2.1  |       |
| 16-20 de febrer      | Volta a la Comunitat Valenciana  | Espanya       | 2.1  |       |
| 19 de març           | Shalosh Kalot                    | Israel        | 1.1  |       |
| 20 de març           | Tour de Groene Hart              | Països Baixos | 1.1  |       |
| 16-20 de febrer      | Volta a Extremadura              | Espanya       | 2.2  |       |
| 26 d'abril-1 de maig | Giro de les regions italianes    | Itàlia        | 2.2U |       |
| 28-30 de febrer      | The Paths of King Nikola         | Montenegro    | 2.2  |       |
| 1 de maig            | Trofeu dels Escaladors           | França        | 1.1  |       |
| 2 de maig            | Pujada al Naranco                | Espanya       | 1.1  |       |
| 28 de maig           | Gran Premi Hydraulika Mikolasek  | Eslovàquia    | 1.1  |       |
| 29 de maig           | MDC Zavod Miru I                 | Eslovàquia    | 1.1  |       |
| 4 de juny            | Franco Ballerini Day             | Itàlia        | 1.1  |       |
| 8-14 de juny         | Circuito Montañés                | Espanya       | 2.2  |       |
| 1-3 de juliol        | Tour de Mainfranken              | Alemanya      | 2.2U |       |
| 3 de juliol          | Giro de la Vall Aretine          | Itàlia        | 1.2  |       |
| 10 de juliol         | Batavus Prorace                  | Països Baixos | 1.1  |       |
| 2-6 d'agost          | Tour dels Pirineus               | França        | 2.2  |       |
| 15 d'agost           | Cud nad Wisla                    | Polònia       | 1.2  |       |
| 17 d'agost           | Gara Ciclistica Montappone       | Itàlia        | 1.2  |       |
| 19-21 d'agost        | Festningsrittet                  | Noruega       | 2.2  |       |
| 27 d'agost           | Giro del Vèneto                  | Itàlia        | 1.HC |       |
| 1-4 de setembre      | Szlakiem walk majora Hubala      | Polònia       | 2.2  |       |
| 17 de setembre       | Gran Premi Vila de Mòdena        | Itàlia        | 1.1  |       |
| 17 de setembre       | Praga-Karlovy Vary-Praga         | Txèquia       | 1.2  |       |
| 12 d'octubre         | Milà-Torí                        | Itàlia        | 1.HC |       |

## Classificacions
- Font: UCI Europa Tour

| #   | Ciclista                 | Equip                       | Pts.   |
| --- | ------------------------ | --------------------------- | ------ |
| 1.  | Giovanni Visconti (ITA)  | Farnese Vini-Neri Sottoli   | 716    |
| 2.  | Iauhèn Hutaròvitx (BLR)  | FDJ                         | 659,25 |
| 3.  | Davide Rebellin (ITA)    | Miche-Guerciotti            | 652    |
| 4.  | Marcel Kittel (GER)      | Skil-Shimano                | 556    |
| 5.  | Thomas Voeckler (FRA)    | Team Europcar               | 518    |
| 6.  | Stefan van Dijk (NED)    | Verandas Willems-Accent     | 494    |
| 7.  | Anthony Roux (FRA)       | FDJ                         | 442    |
| 8.  | Kenny van Hummel (NED)   | Skil-Shimano                | 399    |
| 9.  | Sacha Modolo (ITA)       | Colnago-CSF Inox            | 372    |
| 10. | Aidis Kruopis (LTU)      | Landbouwkrediet             | 370    |
| 11. | Thibaut Pinot (FRA)*     | FDJ                         | 361,20 |
| 12. | Emanuele Sella (ITA)     | Androni Giocattoli-C.I.P.I. | 356,20 |
| 13. | Domenico Pozzovivo (ITA) | Colnago-CSF Inox            | 354    |
| 14. | Tony Gallopin (FRA)      | Cofidis                     | 345    |
| 15. | Manuel Belletti (ITA)    | Colnago-CSF Inox            | 336    |
| 16. | Jure Kocjan (SVN)        | Team Type 1-Sanofi          | 317    |
| 17. | Gianni Meersman (BEL)    | FDJ                         | 312,20 |
| 18. | Enrico Battaglin (ITA)*  | -                           | 310    |
| 19. | José Serpa (COL)         | Androni Giocattoli-C.I.P.I. | 301,20 |
| 20. | Robert Vrečer (SVN)      | Perutnina Ptuj              | 293    |

| #   | Ciclista                     | País          | Pts.    |
| --- | ---------------------------- | ------------- | ------- |
| 1.  | FDJ                          | França        | 2551,1  |
| 2.  | Skil-Shimano                 | Països Baixos | 1623    |
| 3.  | Colnago-CSF Inox             | Irlanda       | 1479    |
| 4.  | Saur-Sojasun                 | França        | 1448,75 |
| 5.  | Cofidis                      | França        | 1386    |
| 6.  | Farnese Vini-Neri Sottoli    | Itàlia        | 1355    |
| 7.  | Landbouwkrediet              | Bèlgica       | 1240    |
| 8.  | Team Europcar                | França        | 1155    |
| 9.  | Androni Giocattoli-C.I.P.I.  | Itàlia        | 1150    |
| 10. | Itera-Katusha                | Rússia        | 1040    |
| 11. | Rabobank Continental         | Països Baixos | 987,68  |
| 12. | Bretagne-Schuller            | França        | 928     |
| 13. | Verandas Willems-Accent      | Bèlgica       | 879     |
| 14. | Miche-Guerciotti             | Itàlia        | 850     |
| 15. | Geox-TMC                     | Itàlia        | 838,5   |
| 16. | CCC Polsat Polkowice         | Polònia       | 804     |
| 17. | D'Angelo & Antenucci-Nippo   | Itàlia        | 770     |
| 18  | Loborika Favorit             | Croàcia       | 684     |
| 19. | Topsport Vlaanderen-Mercator | Bèlgica       | 684     |
| 20. | Acqua & Sapone               | Itàlia        | 674     |

| #   | País          | Pts.    |
| --- | ------------- | ------- |
| 1.  | Itàlia        | 4174,2  |
| 2.  | França        | 3181,2  |
| 3.  | Països Baixos | 2184,34 |
| 4.  | Alemanya      | 2162    |
| 5.  | Bèlgica       | 1688,2  |
| 6.  | Eslovènia     | 1640,4  |
| 7.  | Rússia        | 1556,57 |
| 8.  | Espanya       | 1143,2  |
| 9.  | Portugal      | 1096    |
| 10. | Polònia       | 1049    |
| 11. | Turquia       | 1014    |
| 12. | Belarús       | 903,25  |
| 13. | Lituània      | 786     |
| 14. | Ucraïna       | 758,8   |
| 15. | Croàcia       | 758     |
| 16. | Regne Unit    | 755,01  |
| 17. | Dinamarca     | 744     |
| 18. | Txèquia       | 617     |
| 19. | Sèrbia        | 603     |
| 20. | Bulgària      | 586     |

| #   | País (Sub-23) | Pts.    |
| --- | ------------- | ------- |
| 1.  | Itàlia        | 1666,5  |
| 2.  | França        | 1541,65 |
| 3.  | Països Baixos | 1167,68 |
| 4.  | Rússia        | 710     |
| 5.  | Alemanya      | 678,75  |
| 6.  | Bèlgica       | 643     |
| 7.  | Regne Unit    | 454     |
| 8.  | Turquia       | 442     |
| 9.  | Letònia       | 295     |
| 10. | Espanya       | 234,5   |
| 11. | Ucraïna       | 227     |
| 12. | Dinamarca     | 218     |
| 13. | Noruega       | 214     |
| 14. | Belarús       | 210     |
| 15. | Suècia        | 205     |
| 16. | Polònia       | 198     |
| 17. | Sèrbia        | 190     |
| 18. | Àustria       | 186,6   |
| 19. | Grècia        | 93      |
| 20. | Eslovènia     | 81      |